# Фернем, Роберт
Роберт Э. Фернем (англ. Robert E. Farnam; 11 июня 1877, Нью-Йорк, Нью-Йорк — 10 января 1939, Нью-Йорк, Нью-Йорк) — американский гребец, чемпион летних Олимпийских игр 1904.
На Играх 1904 в Сент-Луисе Фернем только в соревнованиях двоек без рулевого вместе со своим соотечественником Джозефом Райаном. Вместе они стали чемпионами с результатом 10:57,0 и выиграли золотые медали.